# غطاس أقرن

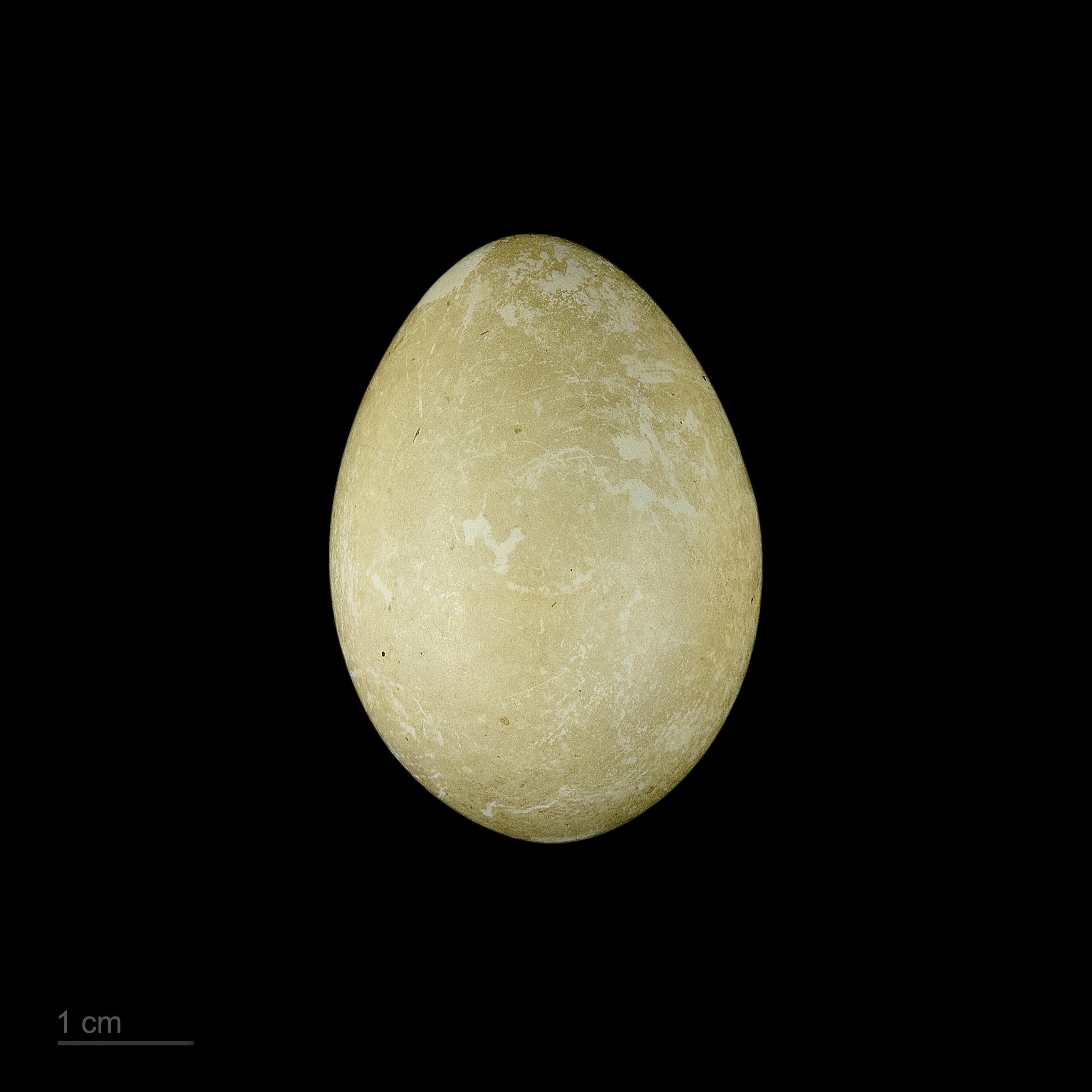
Podiceps auritus

غطاس أقرن أو غطاس إسلوفيني (الاسم العلمي: Podiceps auritus) (بالإنجليزية: Horned Grebe و Slavonian grebe)‏ هو نوع من الطيور يتبع جنس الغطاس من الفصيلة الغطاسية.